# إيات
إيات، هي إلهة ثانوية في الدين المصري القديم، مرتبطة بالحليب وبالتبعية بالولادة ورعاية المواليد.
الإلهة مذكورة بشكل نادر، وما نعرفه عنها يعتمد على بعض الإشارات في نصوص الأهرام. تتضمن هذه الإشارات ما يلي:
- في الفصل 211/ السطر 131، حيث يُقال عن الملك المتوفى، "مرضعتى هي إيات، وهي التي ترعاني، إنها بالفعل هي التي أنجبتني" (ترجمة غير معروفة)[3] أو "إلهة الحليب هي المرافقة له. هي التي ستمكنه من الحياة: هي في الواقع التي أنجبت ونيس" (ترجمة جيمس ألين);[4]
- في النص 578/هرم 1537، حيث يُقال للملك الميت أن يتخذ هويتها للوصول إلى الآلهة في موكب الشمس: "يجب عليك أن تمسك بهم، بهويتك كرياح الشمال؛ سيحسبون لك حسابًا، بهويتك كأنوبيس؛ ولن ينزل الآلهة ضدك، بهويتك كإلهة الحليب";[4]
- وفي النص 1071، الذي ينصح، "بما أنك صغير، يجب عليك أن تمد يدك إلى الشمس وتجلس ويدك إلى إلهة الحليب."[4]

## الاشتقاق اللغوي
اسم الإلهة يشبه إحدى الكلمات المصرية للحليب، ياتت; الكلمة الأكثر شيوعًا للحليب، إرتت، قد تكون لها أيضًا علاقة اشتقاقية بكلا الاسمين.